# Dave Harold
David "Dave" Harold, född 9 december 1966 i Stoke-on-Trent, är en engelsk professionell snookerspelare. Hans största framgång är segern i rankingturneringen Asian Open 1993. Han var då rankad som nummer 93 i världen, vilket var det lägsta någonsin för en segrare i en rankingturnering.
Harold gick även till final i 1994 års Grand Prix, men förlorade mot John Higgins. Därefter fick han vänta ytterligare 14 år på att nå sin nästa rankingfinal, vilket han gjorde i 2008 års Northern Ireland Trophy, där han förlorade mot Ronnie O'Sullivan.
Harolds främsta kännetecken är hans köföring; han tar god tid på sig vid varje stöt, men drar i princip inte kön bakåt alls vid stöten, utan håller den hela tiden nära köbollen. Trots detta lyckas han få tillräckligt med kraft i stöten.
Harold har som bäst varit rankad 11 i världen (1996/1997), och är säsongen 2008/2009 rankad som nummer 28, hans högsta ranking sedan 2003.